# Picrorhiza
Picrorhiza é um género botânico pertencente à família Plantaginaceae. Tradicionalmente este gênero era classificado na família das Scrophulariaceae.

## Espécies
- Picrorhiza kurroa
- Picrorhiza kurrooa
- Picrorhiza lindleyana
- Picrorhiza scrophulariiflora

## Nome e referências
Picrorhiza Royle ex Benth.